# Saunasaari (ö i Södra Österbotten)
Saunasaari är en ö i Finland. Den ligger i sjön Lappajärvi sjö och i kommunen Vindala i den ekonomiska regionen  Järviseutu ekonomiska region  och landskapet Södra Österbotten, i den centrala delen av landet, 300 km norr om huvudstaden Helsingfors. Öns area är 0,5 hektar och dess största längd är 120 meter i öst-västlig riktning.